# Lena Hentschel
Lena Hentschel (Berlín, 17 de junio de 2001) es una deportista alemana que compite en saltos de trampolín.
Participó en dos Juegos Olímpicos de Verano, obteniendo una medalla de bronce en Tokio 2020, en la prueba de trampolín sincronizado (junto con Tina Punzel), y el sexto lugar en París 2024, en la misma prueba.
Ganó una medalla de bronce en el Campeonato Mundial de Natación de 2023 y ocho medallas en el Campeonato Europeo de Natación entre los años 2018 y 2025. En los Juegos Europeos de Cracovia 2023 consiguió una medalla de plata en la prueba de trampolín 3 m sincro.

## Palmarés internacional
| Juegos Olímpicos   | Juegos Olímpicos      | Juegos Olímpicos  | Juegos Olímpicos           |
| Año                | Lugar                 | Medalla           | Prueba                     |
| ------------------ | --------------------- | ----------------- | -------------------------- |
| 2020               | Tokio (Japón)         | Medalla de bronce | Trampolín 3 m sincro       |
| Campeonato Mundial |                       |                   |                            |
| Año                | Lugar                 | Medalla           | Prueba                     |
| 2023               | Fukuoka (Japón)       | Medalla de bronce | Equipo mixto               |
| Juegos Europeos    |                       |                   |                            |
| Año                | Lugar                 | Medalla           | Prueba                     |
| 2023               | Rzeszów (Polonia)     | Medalla de plata  | Trampolín 3 m sincro       |
| Campeonato Europeo |                       |                   |                            |
| Año                | Lugar                 | Medalla           | Prueba                     |
| 2018               | Glasgow (Reino Unido) | Medalla de plata  | Trampolín 3 m sincro       |
| 2019               | Kiev (Ucrania)        | Medalla de plata  | Trampolín 3 m sincro       |
| 2021               | Budapest (Hungría)    | Medalla de oro    | Trampolín 3 m sincro       |
| 2022               | Roma (Italia)         | Medalla de oro    | Trampolín 3 m sincro       |
| 2025               | Antalya (Turquía)     | Medalla de oro    | Trampolín 3 m sincro mixto |
| 2025               | Antalya (Turquía)     | Medalla de plata  | Trampolín 3 m sincro       |
| 2025               | Antalya (Turquía)     | Medalla de plata  | Equipo mixto               |
| 2025               | Antalya (Turquía)     | Medalla de bronce | Trampolín 3 m              |